# Pseudosphex caurensis
Pseudosphex caurensis är en fjärilsart som beskrevs av Klages 1906. Pseudosphex caurensis ingår i släktet Pseudosphex och familjen björnspinnare. Inga underarter finns listade.